# Austrogomphus gordoni
Austrogomphus gordoni är en trollsländeart som beskrevs av Watson 1962. Austrogomphus gordoni ingår i släktet Austrogomphus och familjen flodtrollsländor. Inga underarter finns listade i Catalogue of Life.